# 에로스 (1993년 영화)
"에로스"(Eros)는 한국에서 제작된 한영렬 감독의 1993년 멜로/로맨스 영화이다. 박동과 등이 주연으로 출연하였고 김완배 등이 제작에 참여하였다.

## 출연

### 주연
- 박동과
- 홍여진

### 조연
- 최동준
- 최지수
- 양택조
- 이성훈

## 기타
- 제작총지휘: 김세창
- 스틸: 황태성
- 녹음: 강대성
- 효과: 강대호